# Valeri Cató
Publi Valeri Cató (en llatí: Publius Valerius Cato) va ser un escriptor i poeta romà del segle i aC, que va florir als últims temps de la República. Hi hagué autors que digueren que era d'origen gal i llibert d'un tal Bursenus, però ell mateix, en una petita obra titulada Indignatio, va sostenir que era pur de tota taca servil, que havia perdut el seu pare mentre encara era menor d'edat i que havia estat desposseït del seu patrimoni durant les trifulgues que van succeir durant la usurpació de Sul·la.
Va estudiar amb Filocom i tenia Gai Lucili de company. Després va ser preceptor de moltes persones de classe alta, i va ser considerat molt bo en l'ensenyament de la poesia. D'aquesta manera sembla haver acumulat una riquesa considerable, ja que va ser el posseïdor d'una magnífica residència a Tusculum. Però li van sobrevenir dificultats i es va veure obligat a cedir aquesta vil·la als seus creditors. Es va retirar i va viure "com un gos" la resta de la seva vida, que es va allargar fins a la vellesa extrema, passant una gran penúria.
Va escriure diversos llibres sobre temes gramaticals i de poemes. Entre aquestos darrers els més famosos van Lydia i Diana, molt admirats pels seus contemporanis.